# Família Nêmesis
A família Nêmesis é uma pequena família de asteroides localizados no cinturão principal. A família foi nomeada devido ao primeiro asteroide que foi classificado neste grupo, o 128 Nêmesis.

## Os maiores membros desta família
| Nome         | Diâmetro | Semieixo maior | Inclinação orbital | Excentricidade orbital | Ano da descoberta |
| ------------ | -------- | -------------- | ------------------ | ---------------------- | ----------------- |
| 128 Nêmesis  | 188,2 km | 2,749 UA       | 6,254 °            | 0,127                  | 1872              |
| 210 Isabella | 86,65 km | 2,722 UA       | 5,261 °            | 0,124                  | 1879              |
| 6223 Dahl    | 19,63 km | 2,736 UA       | 3,853 °            | 0,118                  | 1980              |